# Kristina Kallas

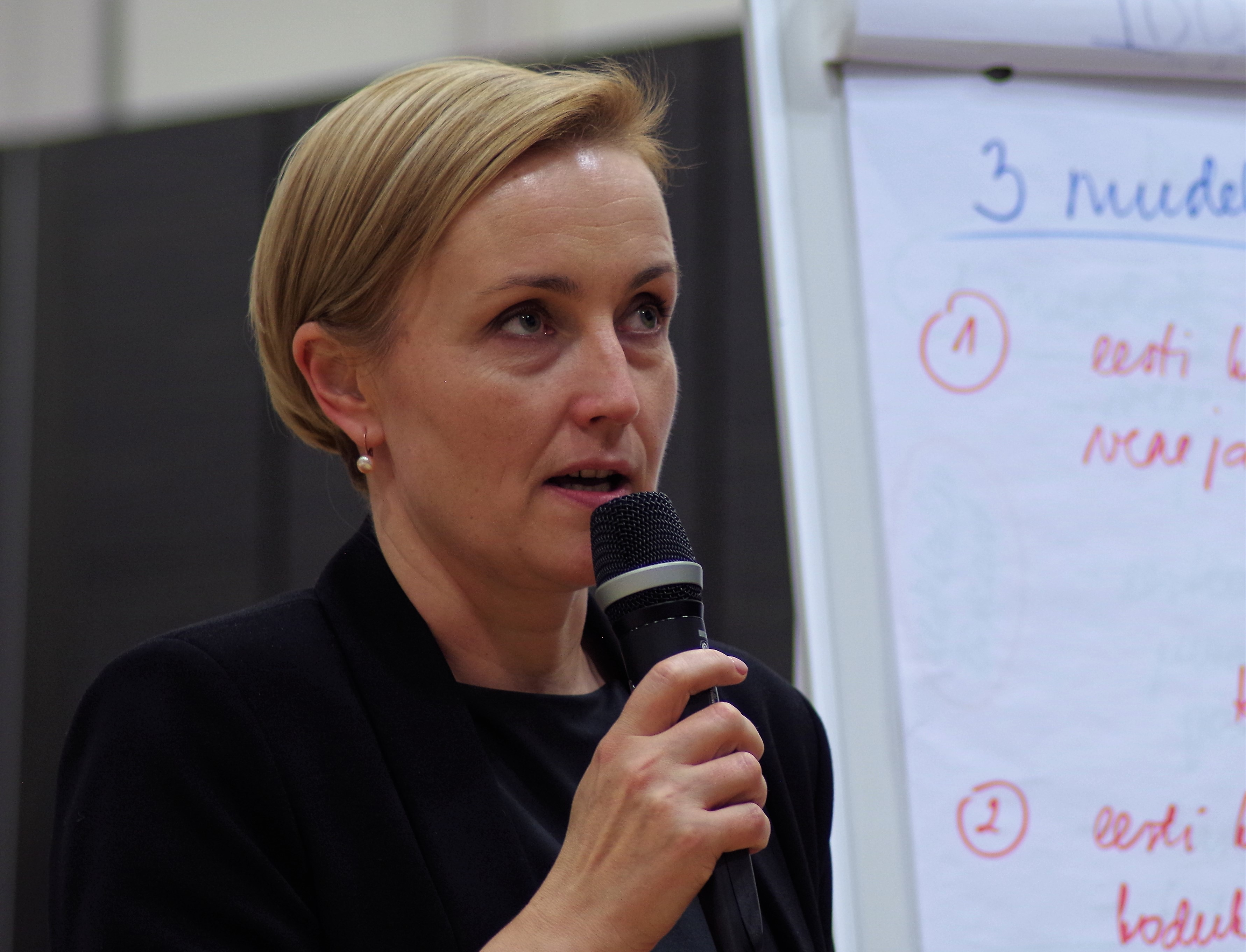
Kristina Kallas (2018)

Kristina Kallas (* 29. Januar 1976 in Kiviõli, Sowjetunion) ist eine estnische Politikerin sowie Sozial- und Politikwissenschaftlerin. Seit dem 17. April 2023 ist sie Ministerin für Bildung und Wissenschaft der Republik Estland in den Koalitionsregierungen von Kaja Kallas und Kristen Michal.

## Leben

### Wissenschaft
Kristina Kallas schloss 1994 die Schule in ihrer Heimatstadt Kiviõli im Nordosten Estlands ab. Von 1994 bis 2000 studierte sie Geschichte an der Philosophischen Fakultät der Universität Tartu. 2002 erhielt sie einen Magistergrad an der Central European University in Budapest mit einer Arbeit zur Problematik der interethnischen Beziehungen in der Estnischen SSR.
Von 2002 bis 2016 hatte Kallas eine Doktorantur an der Universität Tartu inne. Dort promovierte sie 2016 bei Professor Vello Andres Pettai im Fach Politikwissenschaft. Der Titel ihrer Dissertation lautete „Revisiting the triadic nexus: An analysis of the ethnopolitical interplay between Estonia, Russia and Estonian Russians“. In ihrer wissenschaftlichen Tätigkeit beschäftigte sich Kallas hauptsächlich mit der russischsprachigen und anderer Minderheiten sowie der Nationalitäten- und Integrationspolitik in Estland und anderer europäischer Staaten.
Von 1998 bis 2001 war Kristina Kallas Koordinatorin der von der EU finanzierten estnischen „Stiftung Archimedes“ (Sihtasutus Archimedes), die sich von 1997 bis 2021 im Auftrag des estnischen Ministeriums für Wissenschaft und Bildung mit der Koordinierung internationaler Bildungs- und Wissenschaftsprogramme in Estland beschäftigte. Von 2002 bis 2006 war sie bei der PR-Agentur Hill & Knowlton angestellt. 2007/2008 war sie Dozentin am Staatswissenschaftlichen Institut der Universität Tartu.
Von 2007 bis 2015 war Kristina Kallas Vorstandsmitglied der unabhängigen politikwissenschaftlichen Denkfabrik Institute of Baltic Studies (IBS). Von 2011 bis 2015 war sie Vorsitzende der estnischen Nichtregierungsorganisation MTÜ Eesti Pagulasabi, die sich um Flüchtlinge kümmert.
Von Dezember 2016 bis März 2019 war Kallas Leiterin des Narva kolledž, der Außenstelle der Universität Tartu in der nordostestnischen, stark von der russischsprachigen Bevölkerung geprägten Stadt Narva.

### Politik
Daneben engagierte sich Kallas auch politisch. Bei der Parlamentswahl 2015 kandidierte Kallas für die estnischen Sozialdemokraten, verpasste aber den Einzug in das estnische Parlament (Riigikogu).
Kristina Kallas gehörte 2017 zu den Mitbegründern der neuen sozialliberalen Partei Eesti 200. Von 2018 bis 2021 war sie deren erste Vorsitzende. Die Partei trat erstmals bei der Parlamentswahl 2019 an, verpasste aber den Einzug in den Riigikogu. 2021 wurde Kallas in den Stadtrat von Tartu gewählt. 2022 wurde sie von Lauri Hussar als Parteivorsitzendem abgelöst.
Bei der Parlamentswahl 2023 gelang Eesti 200 mit 13,3 Prozent der Stimmen der Einzug ins Parlament. In der derzeit laufenden 15. Legislaturperiode stellt die Partei 14 von 101 Abgeordneten. Im April 2023 unterzeichneten die liberale Reformpartei von Ministerpräsidentin Kaja Kallas, Eesti 200 und die Sozialdemokraten einen Koalitionsvertrag. Von ihrer Partei wurde Kristina Kallas für das Amt der Ministerin für Bildung und Wissenschaft nominiert. Nach parlamentarischer Bestätigung und Ernennung durch den Präsidenten, nahm das Kabinett K. Kallas III am 17. April 2023 seine Arbeit auf. Diesem folgte am 23. Juli 2024 das Kabinett Michal, dem Kallas ebenfalls als Ministerin für Bildung und Wissenschaft angehört.

### Privates
Kristina Kallas lebt mit dem aus Polen stammenden Adrian Bieniecki in einer Lebensgemeinschaft.